# Elymana ovatina
Elymana ovatina är en insektsart som beskrevs av Ball 1936. Elymana ovatina ingår i släktet Elymana och familjen dvärgstritar. Inga underarter finns listade i Catalogue of Life.